# Schloss Lebenberg (Südtirol)

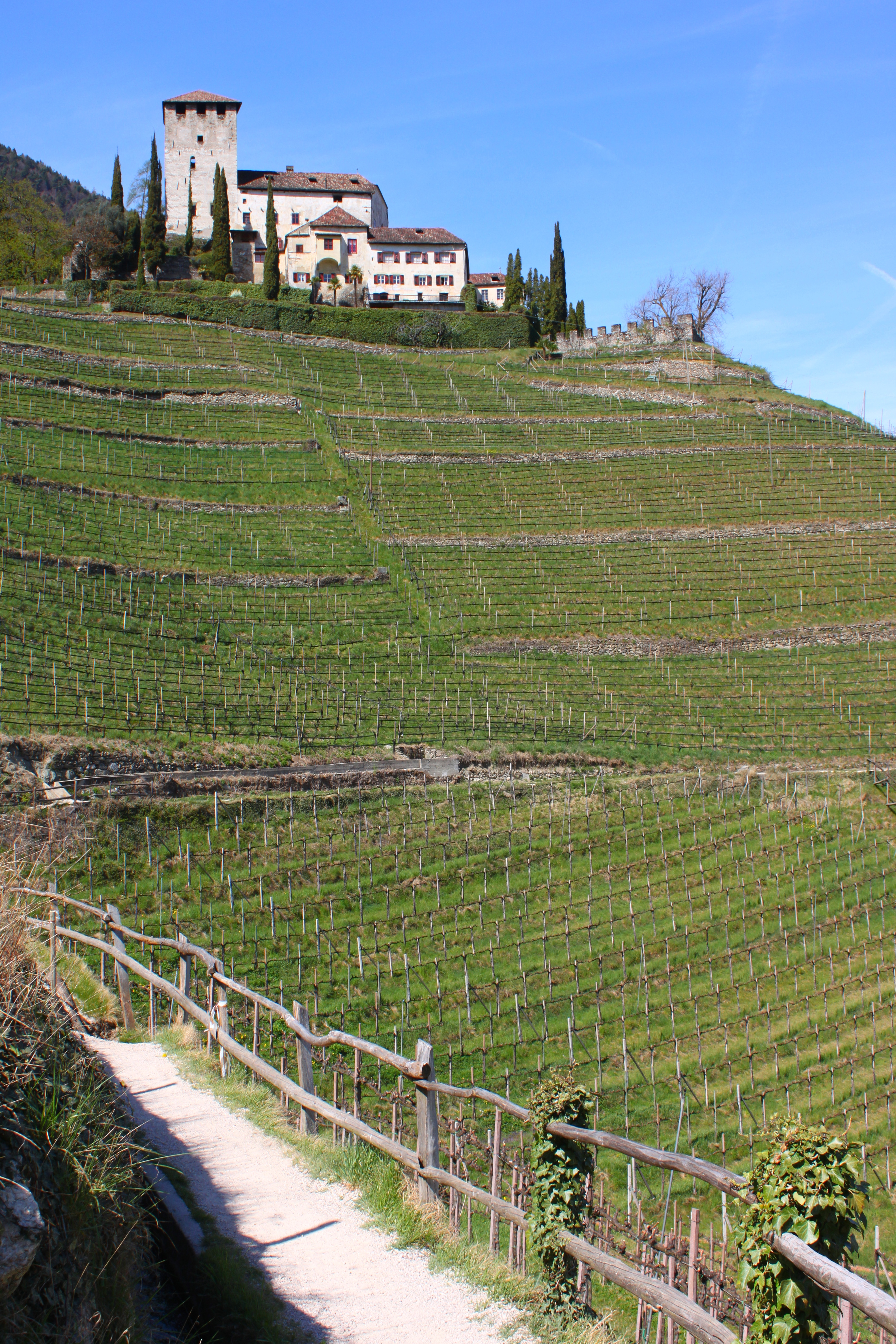
Marlinger Waalweg durch den Weinberg rund um Schloss Lebenberg

Das Schloss Lebenberg (italienisch Castel Monteleone, früher auch oft Schloss Löwenberg genannt) steht über der Ortschaft Tscherms in Südtirol (Italien) auf einem Moränenhügel vor den Hängen des Marlinger Berges. Der burgartige Gebäudekomplex ist eine der größten, vollständig eingerichteten Schlossanlagen Südtirols und wird von einem für diese Region untypischen Rokoko-Ziergarten umgeben.

## Geschichte
Das Schloss wurde wohl in der zweiten Hälfte des 13. Jahrhunderts von den Herren von Marling (Mering) erbaut, die wie die Brandis ein Zweig der Herren von Lana waren. Zwischen 1236 und 1270 sind Rudolf und Wolfgang von Mering (Marling) beurkundet. 1260 nennt sich Rudolfs Sohn Rudolf von Meringa und Lebenberg. 1274 kommt Cunz von Mering vor. 1286 nennen sich seine Söhne Ulrich, Lazarus und Konrad nur noch von Lebenberg. Die Burg war bis 1426 im Besitz der Lebenberger, die in diesem Jahr – nachdem bereits 1421 Leonhard von Lebenberg verstorben war, dessen Testament erhalten ist – mit Petermann von Lebenberg männlicherseits ausstarben.
Im gleichen Jahr kam der Besitz per Heirat der Erbtochter Dorothea von Lebenberg an Wolfhart (Wolfgang) Fuchs von Fuchsberg, dessen Linie der Fuchs von Fuchsberg auch schon die Jaufenburg im Passeiertal besaßen und, ebenfalls im 15. Jahrhundert, das Schloss Freudenstein in Eppan erwarben. Sie nahmen viele bauliche Veränderungen und Vergrößerungen an der Anlage vor, so dass sich ihre Gebäude heute um verwinkelte Innenhöfe gruppieren. Die Familie Fuchs von Fuchsberg starb 1828 aus, und die Anlage wechselte in der Folgezeit mehrfach den Besitzer, ehe sie 1924 von dem Holländer Adrian van Rossem van Sinoutskerke gekauft wurde. Seine Familie bewohnt noch heute einen Teil des Schlosses.

## Schlossmuseum
In dem unbewohnten Part ist ein Schlossmuseum beheimatet, das von März bis Oktober geöffnet ist. Zu seinen besonderen Attraktionen gehört eine mittelalterliche Waffensammlung und ein großes Wandfresko im Rittersaal, das den Stammbaum der Familie Fuchs mit zwölf Generationen und insgesamt 264 Figuren zeigt. Die Innenräume wurden von den heutigen Schlossherren nach alten Beschreibungen, Plänen und Inventarsregistern eingerichtet. Ihre Ausstattung spannt damit einen zeitlichen Bogen von der Gotik bis zum Empire. So stammt die dreistöckige, dem Heiligen Stephanus geweihte Schlosskapelle ursprünglich aus dem 14. Jahrhundert und damit aus der Zeit der Gotik. Daneben besitzt Schloss Lebenberg einen mit venezianischen Spiegeln eingerichteten Spiegelsaal im Stil des Rokokos und den sogenannten napoleonischen Saal mit einem Empire-Kachelofen.